# Draché
Draché es una comuna francesa situada en el departamento de Indre y Loira, en la región de Centro-Valle del Loira.
| 608 | 520 | 521 | 518 | 592 | 635 | 717 |
| Para los censos de 1962 a 1999 la población legal corresponde a la población sin duplicidades (Fuente: INSEE [Consultar]) |     |     |     |     |     |     |